# La Barranca, Veracruz
La Barranca är en ort i Mexiko.   Den ligger i kommunen Chalma och delstaten Veracruz, i den sydöstra delen av landet, 210 km norr om huvudstaden Mexico City. La Barranca ligger 106 meter över havet och antalet invånare är 282.
Terrängen runt La Barranca är huvudsakligen platt, men västerut är den kuperad. Runt La Barranca är det ganska tätbefolkat, med 248 invånare per kvadratkilometer. Närmaste större samhälle är Huejutla de Reyes, 10,5 km sydväst om La Barranca. Omgivningarna runt La Barranca är en mosaik av jordbruksmark och naturlig växtlighet.